# Paju
Paju (Paju-si; 파주시; 坡州市) è una città della provincia sudcoreana del Gyeonggi. Si trova nei pressi del fiume Han, dove sfocia il fiume Imjin.